# 正中弓状靭帯圧迫症候群
正中弓状靭帯圧迫症候群（せいちゅうきゅうじょうじんたいあっぱくしょうこうぐん、Median Actuate Ligament Syndrome : MALS）は、正中弓状靭帯による腹腔動脈と腹腔神経節の圧迫に起因する腹痛を特徴とする比較的まれな疾患である。食事摂取後の腹痛、体重減少、腹部の雑音聴取などの症状を呈する。
画像検査である程度の腹腔動脈圧迫を呈していても無症状の場合もある。したがって通常、診断は類似した症状を呈する一般的な疾患が除外された後に行われる。正中弓状靭帯圧迫症候群が疑われる場合、一般的に超音波検査でスクリーニングを行い、コンピューター断層撮影(CT)または磁気共鳴(MR)血管造影検査で診断の確認が行われることが多い。
治療は一般的に外科手術であり、腹腔鏡下または開腹手術による腹腔神経節の除去を伴う正中弓状靭帯の分割または分離が中心となる。大多数の患者は外科的処置により症状の改善がみられる。高齢、精神疾患、アルコール多飲、食事と関連しない腹痛、体重減少を伴わない症例などで、治療による症状の改善が乏しい傾向がある。

## 症状と兆候
症状は主に心窩部痛であり、食事に関連しており食欲不振や体重減少につながる場合もある。腹痛は通常正中部分に起きる。その他の症状として、持続的な吐き気、倦怠感（特に過食後）、運動不耐性などがある。下痢はよくみられる症状だが便秘となる場合もある。嘔吐もよくみられるが、全例に出現するものではない。運動や特定の姿勢をとることで症状が悪化する場合がある。身体診察においてまれに上腹部中央部の血管雑音を聴取する場合がある。
合併症は腹腔動脈の慢性的な圧迫によって生じる。これらには、胃不全麻痺や上・下膵十二指腸動脈に生じる動脈瘤などが含まれる。

## 解剖
正中弓状靭帯は、第12胸椎付近で左右の横隔膜脚が結合する横隔膜の基部に形成される靭帯である。この線維弓は大動脈裂孔の前面を形成し、大動脈、胸管、奇静脈がそこを通過する。正中弓状靭帯は通常、腹腔動脈の分岐点より上の大動脈と接触している。しかし、人口の最大4分の1において、正中弓状靭帯が腹腔動脈の直上を通過することにより、腹腔動脈や腹腔神経節など隣接臓器が圧迫される場合がある。このような人の中には圧迫が原因となりMALSが引き起こされる例が存在する。

## 機序
腹腔動脈の圧迫によって引き起こされる痛みの原因についてはいくつかの説がある。一つの説として、腹腔動脈の圧迫により腹部臓器への虚血や血流の低下が起こり痛みにつながると考えられている。また別の説では、正中弓状靭帯により腹腔動脈だけでなく腹腔神経節も圧迫されており、後者の圧迫によって痛みが生じると考えられている。

## 診断
MALSは除外診断を前提としている。一般的にMALSの診断には患者が上部消化管内視鏡検査や下部消化管内視鏡検査、腹部超音波検査、腹部造影CT検査等により一般的な消化器疾患の除外を受けた後にのみ考慮される。
MALSの診断は、臨床所見と画像検査所見の組み合わせに基づいて行われる。臨床的特徴には、前述の症状および身体所見が含まれる。これまでMALSは①食後の腹痛、②体重減少、③腹部血管雑音の三徴が出現するとされていたが、これら三徴が全て出現することはまれである。
MALSの画像診断はスクリーニング検査と確認検査に分けられる。MALSが疑われる患者に対する簡便なスクリーニング検査として腹腔動脈を通る血流を測定するデュプレックス超音波検査がある。収縮期最高血流速度が200cm/秒を超える場合はMALSに伴う腹腔動脈狭窄が疑われる。
| 1. 狭窄後拡張を伴う近位腹腔動脈の局所的狭窄 2. 腹腔動脈の上部の陥凹 3. 腹腔動脈のフック状形態 |

腹腔動脈の解剖学的構造を調べる血管造影検査によって、さらなる評価と確認が得られる。以前は血管造影検査が用いられていたが、近年ではコンピュータ断層撮影（CT）血管造影法や磁気共鳴（MR）血管造影法などの侵襲性の低い検査が主流となっている。腹腔内構造のより良い視覚化が得られることから、MALSの診断においてはMR血管造影よりもCT血管造影が選択されることが多い。腹腔動脈近位部の局所的狭窄と狭窄後拡張、腹腔動脈上部の陥凹、腹腔動脈のフック状形態などの所見は、MALSの診断を裏付けるものである。なおこれらの画像所見は、無症状者でも呼気時において強調され得る。
腹腔動脈近位部狭窄と狭窄後拡張は、腹腔動脈に影響を与える他の病態でも見られることがある。腹腔動脈のフック状形態はMALSにおける形態的特徴であり、アテローム性動脈硬化症など他の腹腔動脈狭窄疾患との鑑別に有用である。しかし無症状者の10～24％にもフック状形態がみられる事から、この解剖学的構造は必ずしもMALSに特異的なものではない。

## 治療
腹腔動脈の減圧はMALSの中心的な治療方法である。 治療は開腹手術又は腹腔鏡手術にて正中弓状靭帯を切断もしくは分離し、腹腔動脈の圧迫を軽減することを目的とする。 術中デュプレックス超音波などを用いて腹腔動脈の血流評価を施行下に腹腔神経節の除去を行う。腹腔動脈の血流が悪い場合は腹腔動脈血行再建術が試みられる。血行再建術の方法には、大動脈腹腔バイパス術、パッチ血管形成術などがある。
近年では腹腔鏡下のアプローチにて腹腔動脈減圧術が行われているが、腹腔動脈の血行再建が必要な場合開腹手術に変更する必要がある。
経皮経管的血管形成術（PTA）などの血管内治療は、開腹手術や腹腔鏡手術が失敗した患者に施行されてきた。腹腔動脈の減圧を行わないPTA単独では効果がない可能性がある。

## 予後
MALSに対する治療を受けた患者の長期転帰に関する研究はほとんどない。DuncanらはMALSに対し開腹手術を受けた51人の患者を対象とした最も大規模かつ関連性の高い長期間の転帰データを報告しており、そのうち44人に対し治療後平均9年間の追跡調査を行っている。その結果、腹腔動脈減圧術および血行再建術を受けた患者のうち、追跡調査時において75%が無症状のまま経過したと報告している。さらにこの報告では、予後良好な症例の予測因子として以下の項目を報告している。 
- 年齢40歳から60歳
- 精神疾患およびアルコール摂取がない
- 食事摂取後に悪化する腹痛
- 20ポンド(約9.1kg)以上の体重減少

## 疫学
健常かつ無症状者の10～24％においても、正中弓状靭帯が腹腔動脈の直前を横切り、ある程度の圧迫を引き起こしていると推定されている。これらの人たちの約1％においてMALSの症状に関連する重度の圧迫症状を示すことが報告されている。この疾患は20歳から40歳までに最も多く見られ、女性、特に痩せた女性に多く見られる。 